# La madre de todas las marchas
La Madre de todas las marchas, ovvero la Madre di tutte le proteste, è stato un giorno di proteste organizzato il 19 aprile 2017 in Venezuela contro il governo chavista del presidente Nicolás Maduro. I moti iniziarono dopo che il Tribunale supremo di giustizia ebbe sciolto l'Assemblea nazionale e assunse i poteri legislativi di quest'ultima il 29 marzo 2017 in quello che fu definito un auto-golpe. Lo scioglimento dell'Assemblea fu annullato subito dopo, il 1º aprile 2017.
Inizialmente, i manifestanti dell'opposizione marciarono pacificamente fin quando il loro cammino fu bloccato dalle autorità venezuelane, con saccheggi e scontri successivi al confronto. Alla fine della giornata, erano morti 3 venezuelani (due manifestanti e un membro della Guardia nazionale) e furono arrestati oltre 500 persone.

## Contesto
In seguito alla morte del presidente Hugo Chávez, il Venezuela iniziò ad attraversare una grave crisi socioeconomica durante la presidenza del successore, Nicolás Maduro, come risultato delle politiche di Chávez continuate da Maduro. Le proteste in Venezuela erano iniziate già nel febbraio del 2014 quando centinaia di migliaia di venezuelani protestarono per gli alti livelli di violenza criminale, inflazione e per la scarsità cronica dei beni di prima necessità a causa delle politiche create dal governo. Le proteste in seguito si sono susseguite negli anni, con manifestazioni di varie intensità in base alle crisi affrontate dai venezuelani e alla minaccia percepita della repressione da parte delle autorità.
La concentrazione delle proteste diminuì nei primi mesi del 2017 fino alla crisi costituzionale, quando il Tribunale supremo di giustizia filo-governativo tentò di prendere i poteri dell'Assemblea nazionale, guidata dall'opposizione, revocando l'immunità parlamentare. Sebbene la mossa fu annullata molti giorni più tardi, le proteste continuarono a crescere divenendo più combattive di quelle del 2014". Le manifestazioni successive alla crisi persistettero per quattro settimane prima della "Madre di tutte le marce", con cinque manifestanti morti nelle settimane precedenti.
Il 14 aprile 2017, l'opposizione annunciò formalmente i piani per la "Grande marcia e la Grande ripresa in tutti gli stati" per 19 aprile per "inondare" Caracas. Il giorno successivo, il presidente Maduro annunciò che sarebbero stati istituiti oltre 2 000 checkpoint di sicurezza in tutto il Venezuela prima della "mega marcia" del 19 aprile, con una partecipazione prevista di circa 200 000 autorità venezuelane. Al Servicio Bolivariano de Inteligencia Nacional (SEBIN), l'agenzia d'intelligence del paese, fu ordinato da Maduro di avviare azioni legali contro coloro che avrebbero affermato di esser stati torturati dalle autorità.
(Nicolás Maduro)
Due giorni prima della marcia, Maduro ordinò l'espansione della Milicia Nacional Bolivariana con 500 000 leali venezuelani, affermando che ciascuno avrebbe avuto un fucile, e chiese la prevenzione di un altro evento simile al tentato colpo di stato del 2002. Diosdado Cabello, un ufficiale di alto rango del PSUV fedele al governo bolivariano, affermò che 60 000 paramilitari filo-governativi motorizzati dei colectivos e la Milizia nazionale si sarebbero sparsi in tutta Caracas il 19 aprile "fin quando è necessario" per scoraggiare la "mega marcia" dell'opposizione, definendo le loro azioni come "terrorismo".

## Proteste

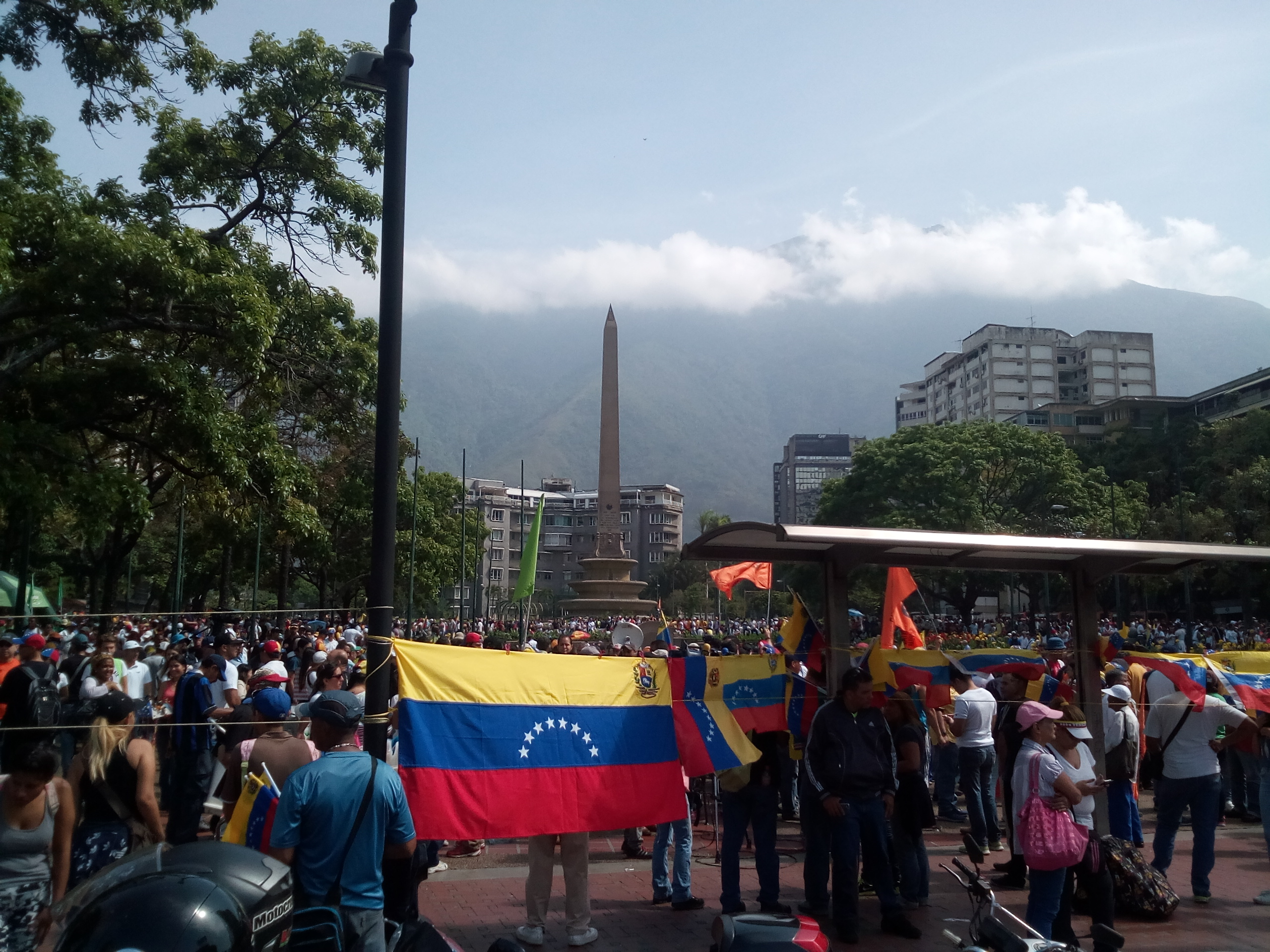
Piazza Altamira, uno dei luoghi d'incontro della marcia.

La giornata iniziò con il raduno dei manifestanti intorno alle 10:30, con 26 vie diverse a Caracas per la marcia principale diretta verso l'ufficio del difensore civico Tarek William Saab. Con l'avanzare della marcia attraverso Caracas, la Guardia nazionale iniziò a bloccare le strade e verso le 11:50 incominciò a lanciare gas lacrimogeni contro i manifestanti, che si rifiutarono di ritirarsi nonostante l'uso della forza.
Alle 12:30 circa, i manifestanti dell'opposizione e quelli filo-governativi avevano riempito le vie di Caracas. Subito dopo le 12:45, i manifestanti sulla Francisco Fajardo vicino Bello Monte iniziarono a fuggire dall'area dopo aver resistito per oltre un'ora ai lacrimogeni delle autorità, con molti che si tuffarono nel fiume Guaire, usato per il drenaggio delle fogne, per evitare i gas. Verso le 14:10, durante le proteste un ragazzo di 17 anni fu ucciso con un colpo sparato alla testa. Alle 16:35, i colectivos uccisero Paola Ramirez, una manifestante di 23 anni.

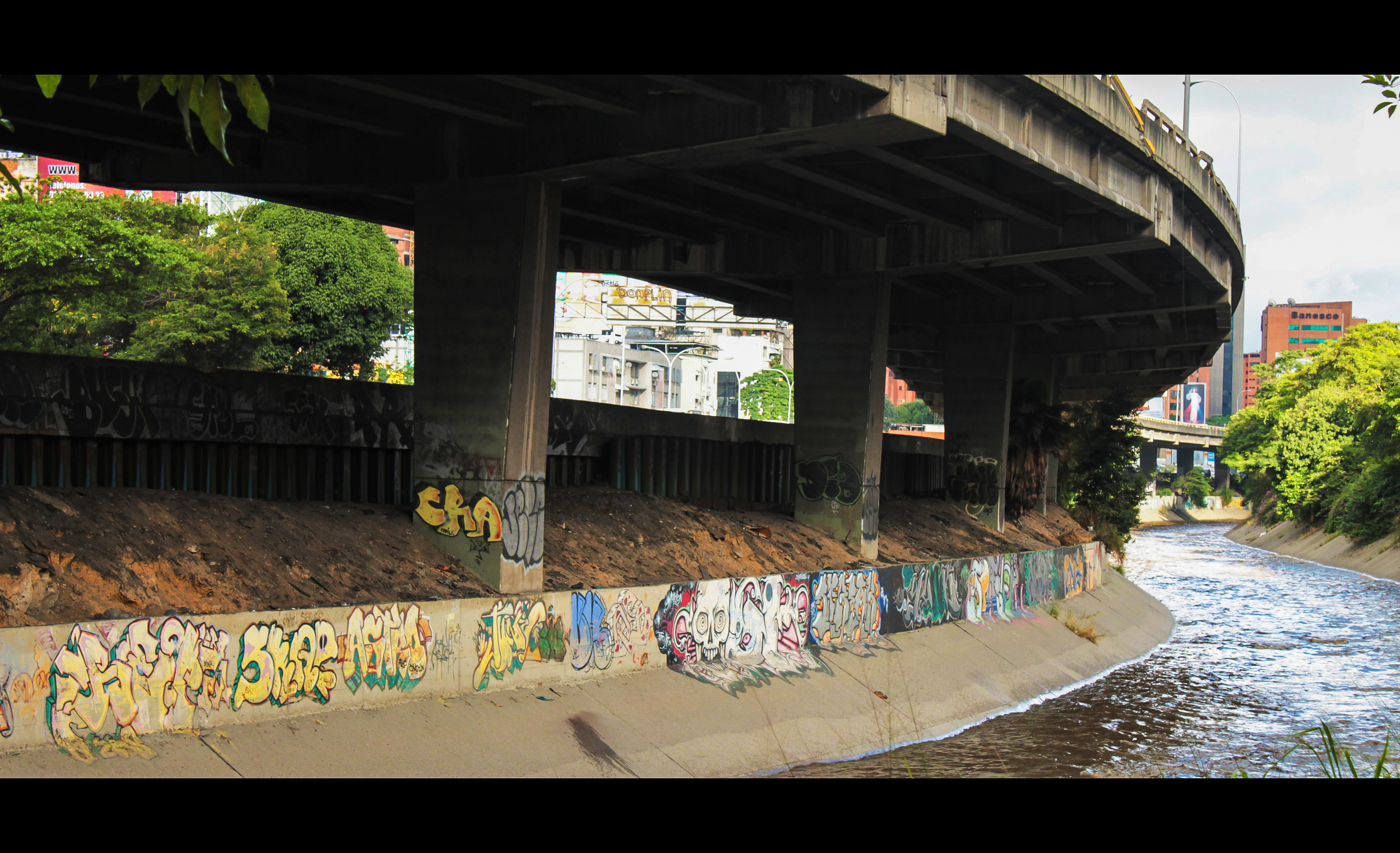
Il fiume Guaire a Bello Monte che i manifestanti attraversarono per evitare i lacrimogeni.

Più tardi nella sera, un uomo della Guardia nazionale venne ucciso a sud di Caracas, la prima autorità morta nelle proteste di quell'anno, aumentando il numero di persone morte a 8. Alle 21:00, il Foro Penal affermò che nella giornata erano stati arrestati 521 venezuelani, portando il numero totale di arresti dall'inizio del 2017 a più di 1 000.

## Epilogo
Dopo le proteste, Maduro condivise un tweet di un giornalista filo-governativo dove scherzava sul fatto che i manifestanti dell'opposizione dovettero saltare nei liquami fognari del fiume Guaire per evitare lo sbarramento dei lacrimogeni. Nei messaggi scambiati tra un utente di Twitter ed il ministro del PSUV ed ex presidente del distretto della capitale, Jacqueline Faría, l'utente chiese dove fossero finiti i 1,4 miliardi $ investiti sul fiume Guaire, e Faría rispose affermando che "Erano stati completamente investiti, ma chiedi alla tua gente che ha fatto un bagno squisito!"
Il giorno seguente, il 20 aprile, i venezuelani furono ancora una volta chiamati nelle strade per protestare pacificamente, con la partecipazione di migliaia di persone. Al calar della notte, tuttavia, la sommossa iniziò ad avvenire alle prime ore del 21 aprile, con sciacalli provenienti dai quartieri operai aggirandosi furtivamente per le strade dei vari distretti di Caracas scontrandosi contro le autorità venezuelane; il The New York Times affermò che il rancore dei poveri verso il governo era culminata nella violenza contro le autorità. Le vie di Caracas bruciavano e l'aria era colma di gas lacrimogeno, forzando un ospedale di maternità ad evacuare per evitare intossicazioni. Verso la fine della notte, circa 12 persone rimasero uccise nella sommossa.
Il 21 aprile, durante il funerale di Paola Ramírez, i suoi genitori furono arrestati dal Cuerpo de Investigaciones Científicas, Penales y Criminalísticas e interrogati in seguito ai loro commenti riguardo al fatto che lei li avesse chiamati pochi prima della sua morte, sostenendo che i colectivos la stessero perseguitando. La storia contrastò l'affermazione del ministro degli interni Néstor Reverol, che accusò un membro del partito d'opposizione per aver ucciso Ramírez.

### LaSeñora Libertad

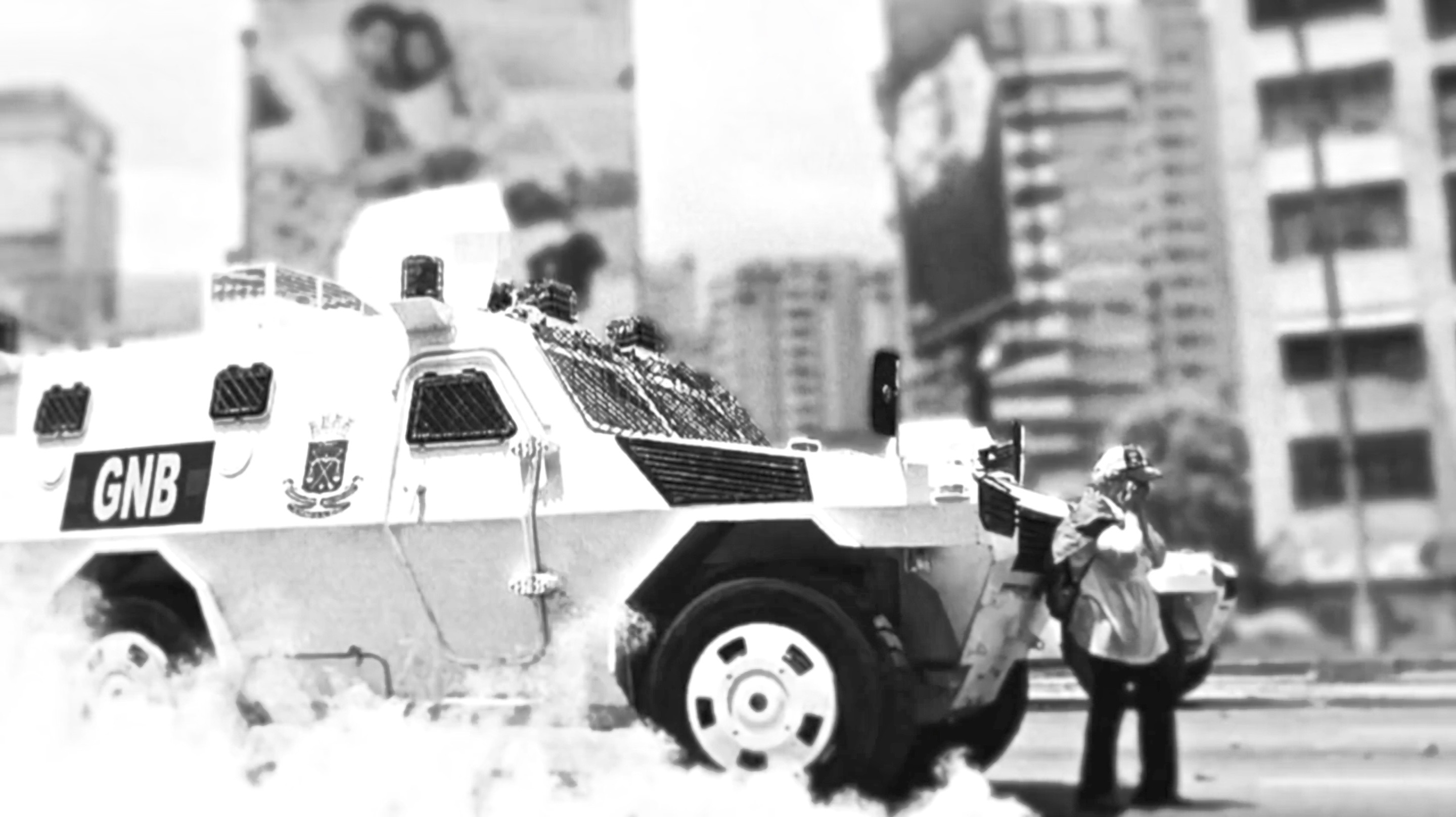
La Señora Libertad

Le Immagini di María José, una donna di sessant'anni, che blocca un VN-4 antisommossa sono state paragonata alle foto del Rivoltoso sconosciuto della protesta di piazza Tienanmen del 1989. La donna, nota come Señora Tiananmen o  Señora Libertad vide il VN-4 muoversi attraverso una barricata della Guardia nazionale e lei si fermò sulla via del veicolo. Nonostante le Guardie nazionali lanciassero bombole di gas lacrimogeni vicino a lei e facendo pressione con il loro VN-4, la donna non si spostò per evitare l'avanzata del veicolo. La donna fu in seguito arrestata ma rilasciata il giorno seguente.

## Reazioni internazionali
- Unione europea. L'UE condannò la violenza e invitò "tutti i venezuelani ad unirsi per ridimensionare la situazione e cercare delle soluzioni democratiche nel contesto della costituzione".[38]
- Colombia. Il presidente Juan Manuel Santos condivise i propri commenti sui social media, affermando che "Avevo avvertito Chávez 6 anni fa del fatto che la Rivoluzione bolivariana fosse fallita" e che c'era una "seria preoccupazione" per i piani del presidente Maduro sull'espansione della Milizia nazionale.[39]
- Germania. Il ministero degli esteri tedesco espresse il proprio cordoglio per le tre morti durante le proteste, condannò la violenza e affermò che il presidente Maduro doveva rilasciare i prigionieri politici, riconoscere l'Assemblea nazionale e istituire un calendario elettorale, dicendo che queste mosse "favoriranno le condizioni per riprendere il dialogo nazionale".[40]
- Perù. Il presidente Pedro Pablo Kuczynski affermò: "Noi non vogliamo interferire nella situazione di un altro Paese fratello, ma non ci devono essere prigionieri politici né morti nelle manifestazioni [...] Vi aiuteremo se ne avete bisogno. Siamo tutti qui con voi."[41]